# Viaduc de Digoin
Le viaduc de Digoin est un viaduc français à 2x2 voies de la RCEA (Route Centre-Europe Atlantique), situé entre les communes de Digoin et Chassenard, dans les départements de Saône-et-Loire et de l'Allier.
D'une longueur de 486 mètres, le viaduc traverse la Loire et est emprunté par la RCEA portée à cet endroit par l'autoroute A79.